# José Víctor Rodríguez
José Víctor Rodríguez de Miguel (Palencia, Castilla y León; 10 de febrero de 1945-Murcia, 3 de marzo de 2016) fue un entrenador español. Antes de fallecer, residía en Pinar de Campoverde (provincia de Alicante).

## Trayectoria
Rodríguez no pudo ser futbolista por un problema de corazón y en la temporada 1964/65 comenzó como entrenador en las bases del Real Murcia. A partir de entonces pasó por todas las escalas del equipo grana, incluida su primera plantilla, a la que ascendió a Primera División en el año 1980. A la selección murciana de fútbol juvenil y al Real Murcia de esa categoría los hizo campeones de España.
También entrenó o ejerció como director deportivo en clubes como el Cartagena, al que ascendió a Tercera División y al que dirigió posteriormente en Segunda División en la campaña 1982/1983 y 1983/1984. También entrenó al Albacete, Hércules, Oviedo, Gandía, Yeclano, Melilla, Granada, Elche o Mar Menor, algunos de ellos en diferentes etapas.
Comenzó entrenando y ejerció como director deportivo en clubes como el Unión Deportiva Horadada, posteriormente entrenó a diferentes equipos españoles como Cartagena FC, Real Murcia, Melilla, Real Oviedo, Club de Fútbol Gandia, Granada CF (al que ascendió a 2.ªB), Elche CF, Hércules CF, Albacete Balompié, Agrupación Deportiva Mar Menor-San Javier o Yeclano Club de Fútbol, algunos de ellos en diferentes etapas.
El entrenador de fútbol falleció a los 71 años. En los últimos años estuvo ingresado en varias ocasiones en un hospital por graves problemas cardíacos. Desde el 11 de febrero de 2016, la sede de la Federación de Fútbol en Murcia cuenta con un aula que lleva su nombre.

## Clubes
| Club                  | País   | Año       |
| --------------------- | ------ | --------- |
| Real Murcia           | España | 1975-1976 |
| Albacete Balompié     | España | 1978-1979 |
| Real Oviedo           | España | 1981-1982 |
| Cartagena Fútbol Club | España | 1982-1983 |
| CF Gandia             | España | 1989-1991 |
| Hércules CF           | España | 1990-1991 |
| Real Murcia           | España | 1993-1994 |
| Granada CF            | España | 1994-1995 |
| Novelda CF            | España | 1999-2000 |
| Granada CF            | España | 2005-2006 |
| Granada CF            | España | 2006-2007 |